# Jean Bergougnoux
Pour les articles homonymes, voir Bergougnoux.
Jean Bergougnoux, né le 15 octobre 1939 à Caudéran et mort le 3 septembre 2023 à Saint-Avertin, est un dirigeant d'entreprises français.
Il est directeur général d'EDF de 1987 à 1994 puis président de la SNCF de 1994 à 1995.

## Biographie
Polytechnicien et ingénieur de l'École nationale de la statistique et de l'administration économique, il commence sa carrière à  l'Institut  national de la  statistique (Insee) puis poursuit au ministère de l'Industrie. Il entre à EDF, où il va rester 24 ans. Il y dirige le  service des  Études  de  réseaux puis le service des Études économiques générales. Il est ensuite Directeur de la stratégie, puis directeur général de 1987 à 1994. Durant cette période, il est le premier président d'Eurelectric, l'association regroupant les grands électriciens européens, et préside aussi le  Comité  des études au sein du Conseil mondial de l'énergie.
Il est nommé président de la SNCF en mai 1994, poste qu'il occupe jusqu'en décembre 1995, où il démissionne à la suite des grandes grèves des transports contre le plan Juppé,. En 2016, il est nommé président d'honneur de la SNCF.
Il entame alors une carrière de consultant international dans les domaines du transport et de  l'énergie ainsi qu'un rôle d'expert et d'animateur de différentes commissions ou groupes de travail pour des organismes publics comme le Commissariat général à l’investissement (aujourd'hui Secrétariat général pour l'investissement) ou le Centre d’analyse stratégique (aujourd’hui nommé France Stratégie).
Il est le fondateur en 2011 du think tank Équilibre des énergies qu'il préside jusqu'en 2014 ; il en est depuis le président d'honneur.